# Летище „Джомо Кенята“ – Найроби
Международното летище „Джомо Кенята“ (IATA код: NBO, ICAO код: HKJK; по-рано летище „Ембакаси“) е международното летище на кенийската столица Найроби. Летището е хъб на авиокомпанията Kenya Airways. През 2023 година е обслужило 8,2 милиона пътници, което го прави най-голямото летище в Източна Африка.

## История
Летището е открито през май 1958 г. от последния колониален губернатор на Кения, сър Евелин Баринг.
Строителството на летището осъществено отчасти чрез принудителен труд на кенийското население през 50-те години на 20-ти век. По време на Въстанието Мау Мау, част от пленените са подложени на принудителен труд.
Първоначално летището се нарича Найроби – Ембакаси, като Ембакаси е предградие на Найроби. На 14 март 1978 е преименувано на Джомо Кенята, кенийски борец за назависимост, министър-председател и президент.